# San Lorenzo de El Escorial

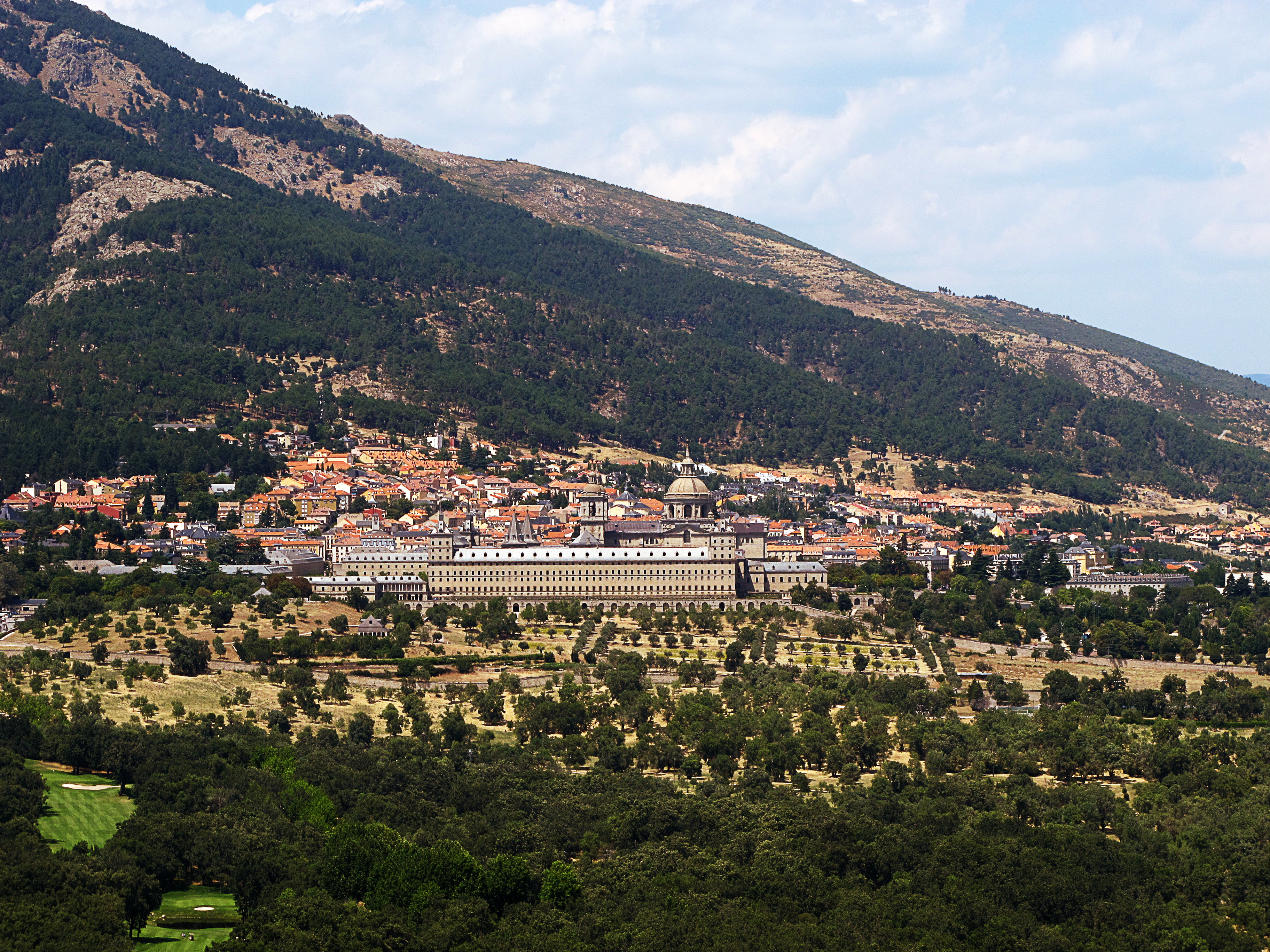
Vista di San Lorenzo de El Escorial

San Lorenzo de El Escorial è un comune spagnolo di 18 454 abitanti (2021) situato nella comunità autonoma di Madrid, all'interno della comarca di Cuenca del Guadarrama.

## Storia
È famoso soprattutto per la presenza del convento omonimo, fatto costruire dal re Filippo II e da lui utilizzato come residenza reale. Solo raramente il Re si spostava a Madrid. Vi si trovano numerose opere pittoriche di rilievo e, nella cripta, le sepolture dei re di Spagna, compreso Carlo V.

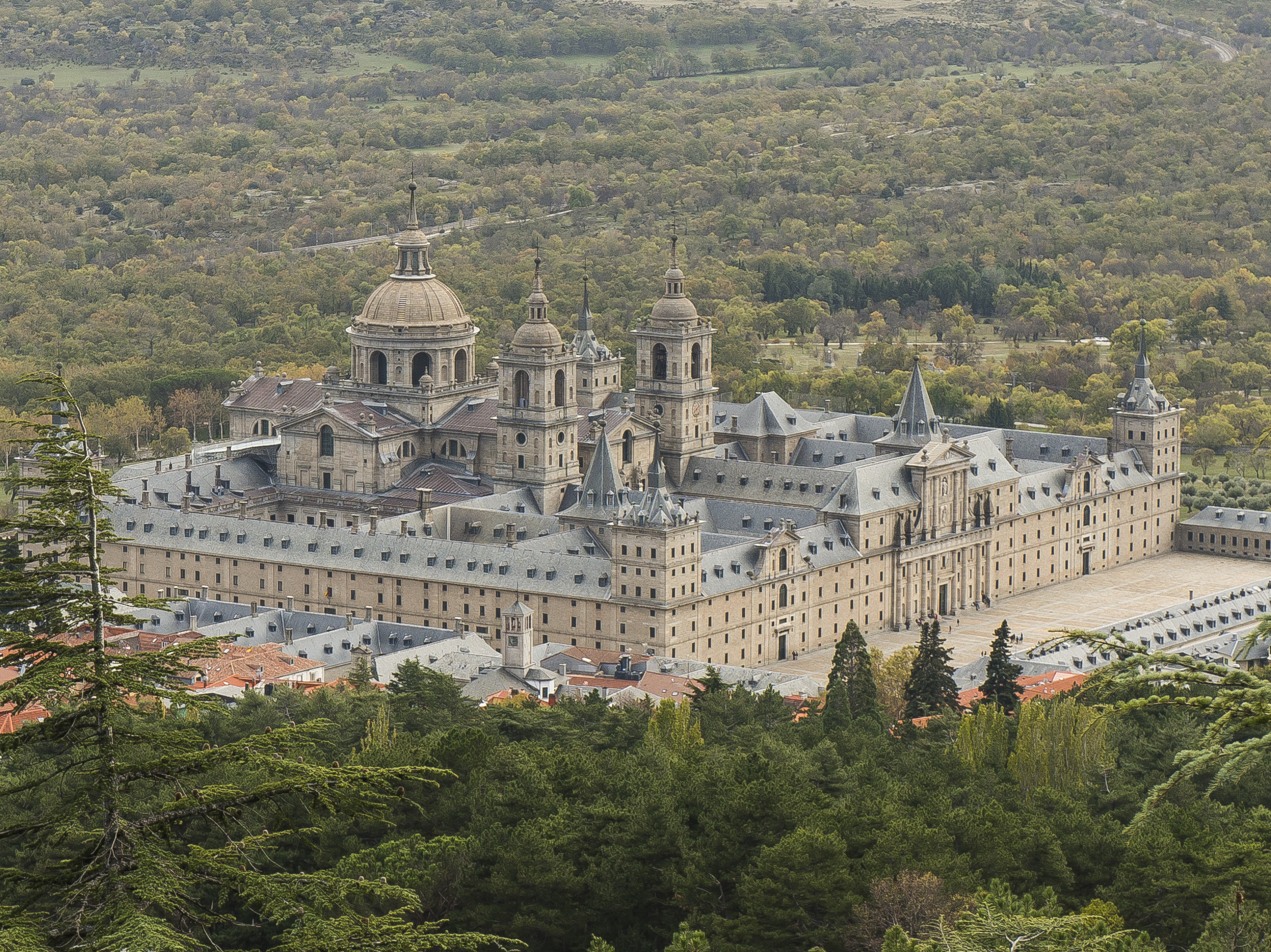
Il monastero dell'Escorial

Nel comune è presente anche il complesso monumentale del Valle de los Caídos, fatto costruire dal dittatore Francisco Franco tra il 1940 e il 1958, che ospita le sepolture di oltre 33 800 combattenti che appartenevano ad entrambi gli schieramenti opposti nella guerra civile spagnola, e di molte delle vittime della contemporanea repressione (molti dei resti mortali furono traslati lì senza il permesso delle famiglie, molto spesso anche a loro insaputa), nonché, fino al 2019, la tomba dello stesso Francisco Franco.

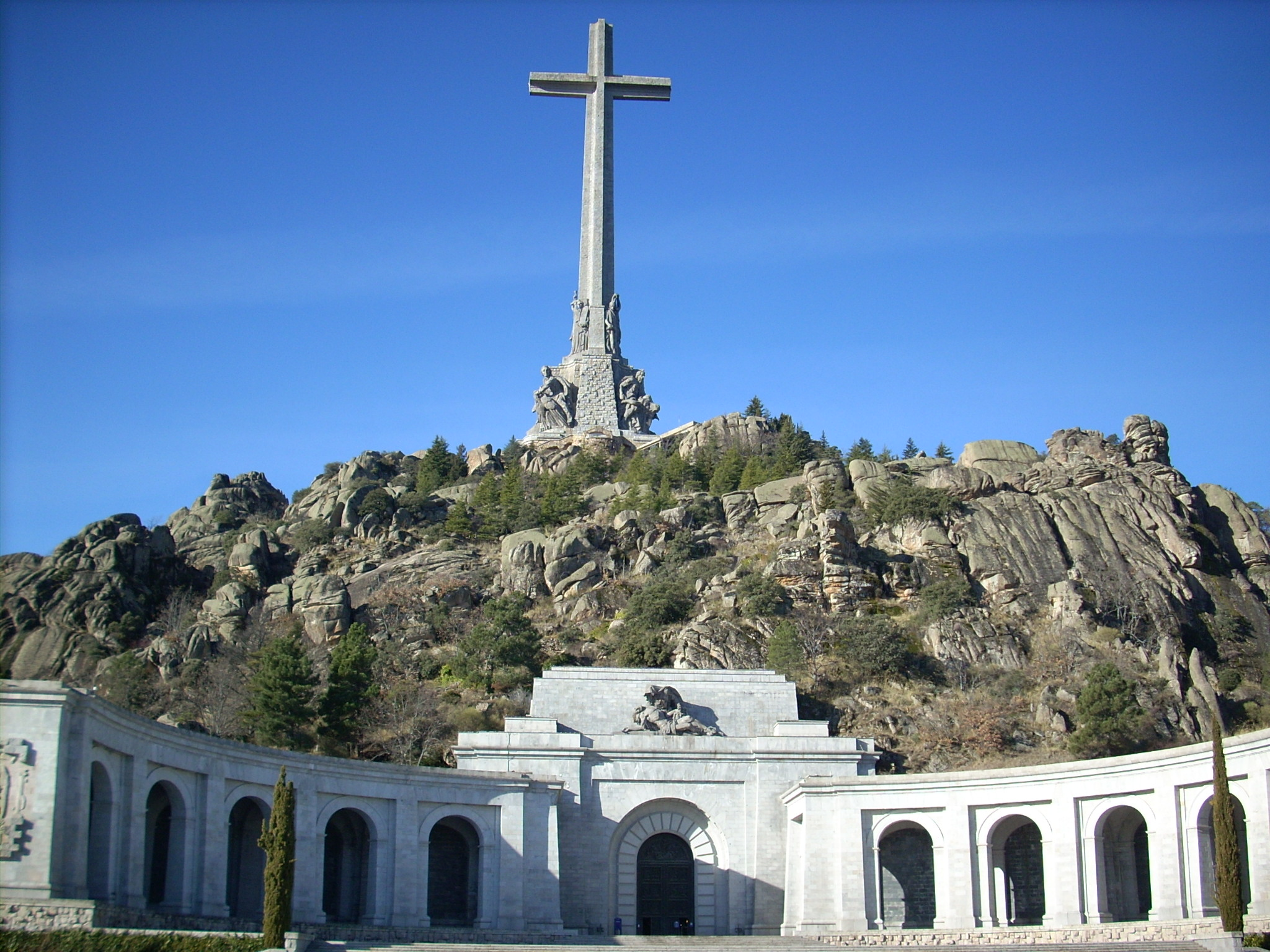
Il Valle de los Caídos

Il paese è ben collegato alla capitale Madrid, che si trova a circa 49 chilometri di distanza, con un servizio di treni regionali (in spagnolo Cercanías) e con un servizio di corriere.

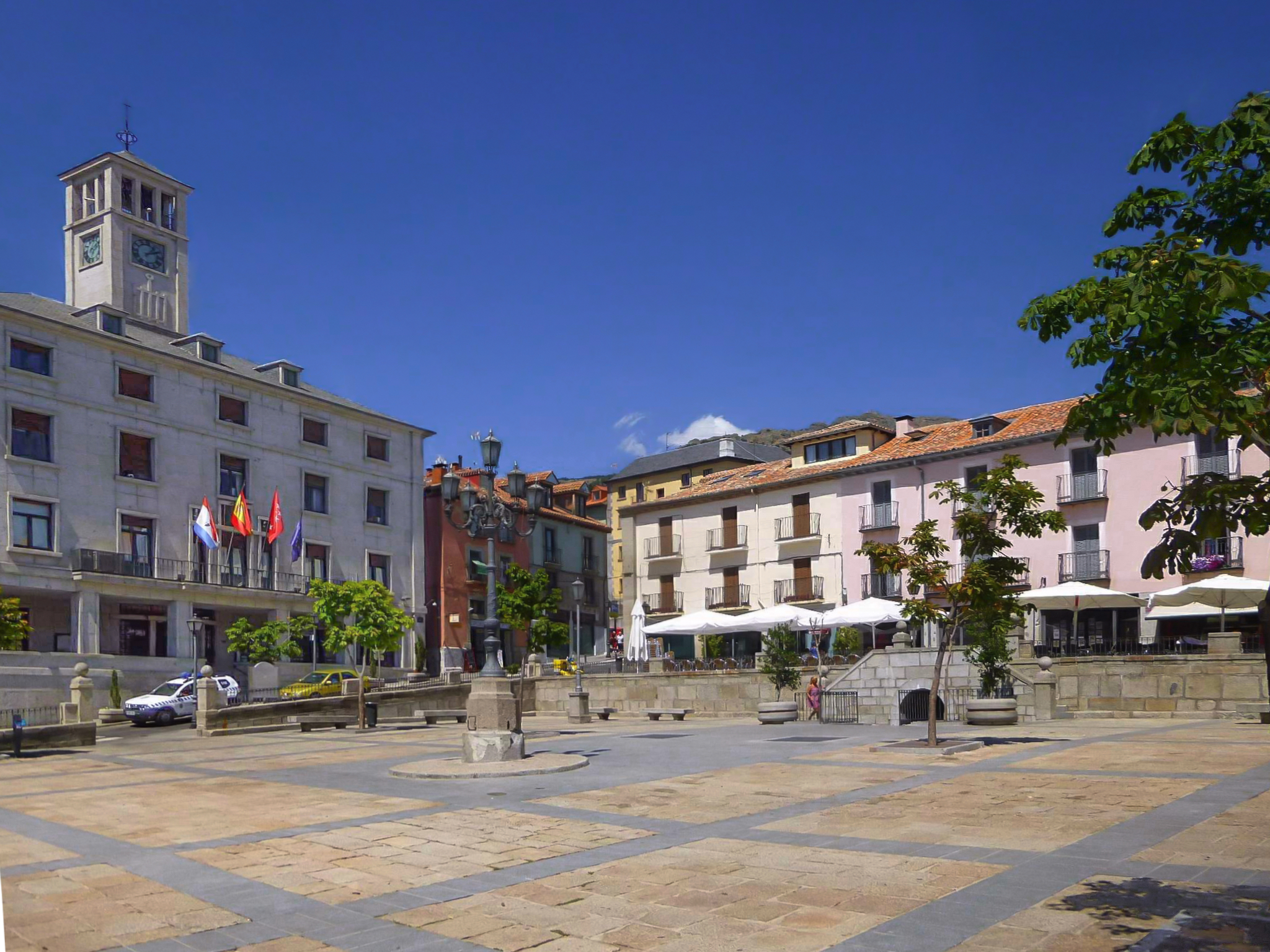
Plaza de la Constitución e il municipio

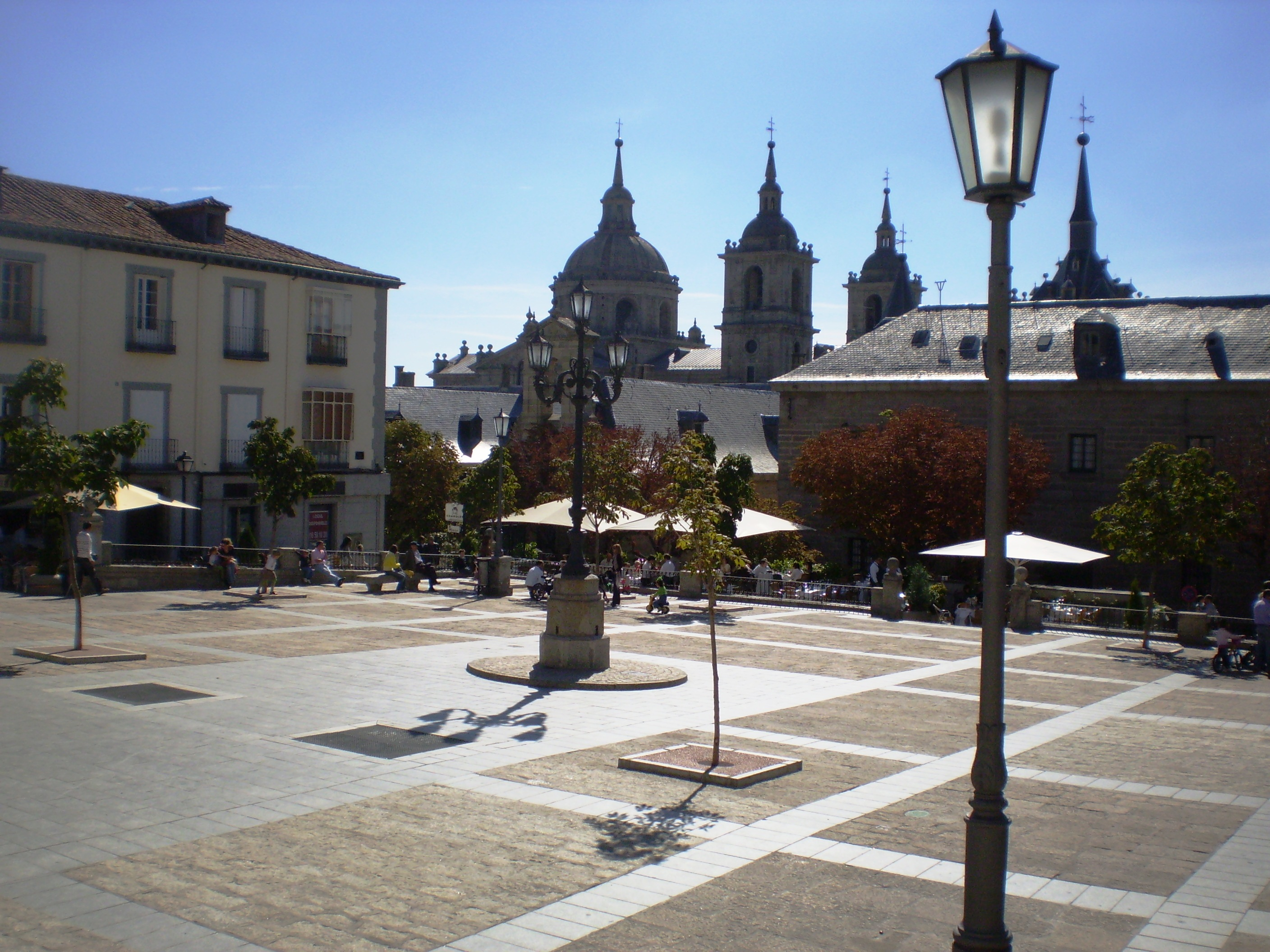
Plaza de la Constitución e, sul fondo, il monastero dell'Escorial

Il paese ospita anche il Real Centro Universitario Maria Cristina de El Escorial con corsi in teologia, lingua e letteratura spagnola, giurisprudenza ed economia, affiliato all'università Complutense di Madrid, fondato nel 1892 come Real Collegio Universitario Maria Cristina (in onore della regina di Spagna Maria Cristina d'Austria) nel complesso del monastero di San Lorenzo.